# Wada-Pass (Tokio und Kanagawa)

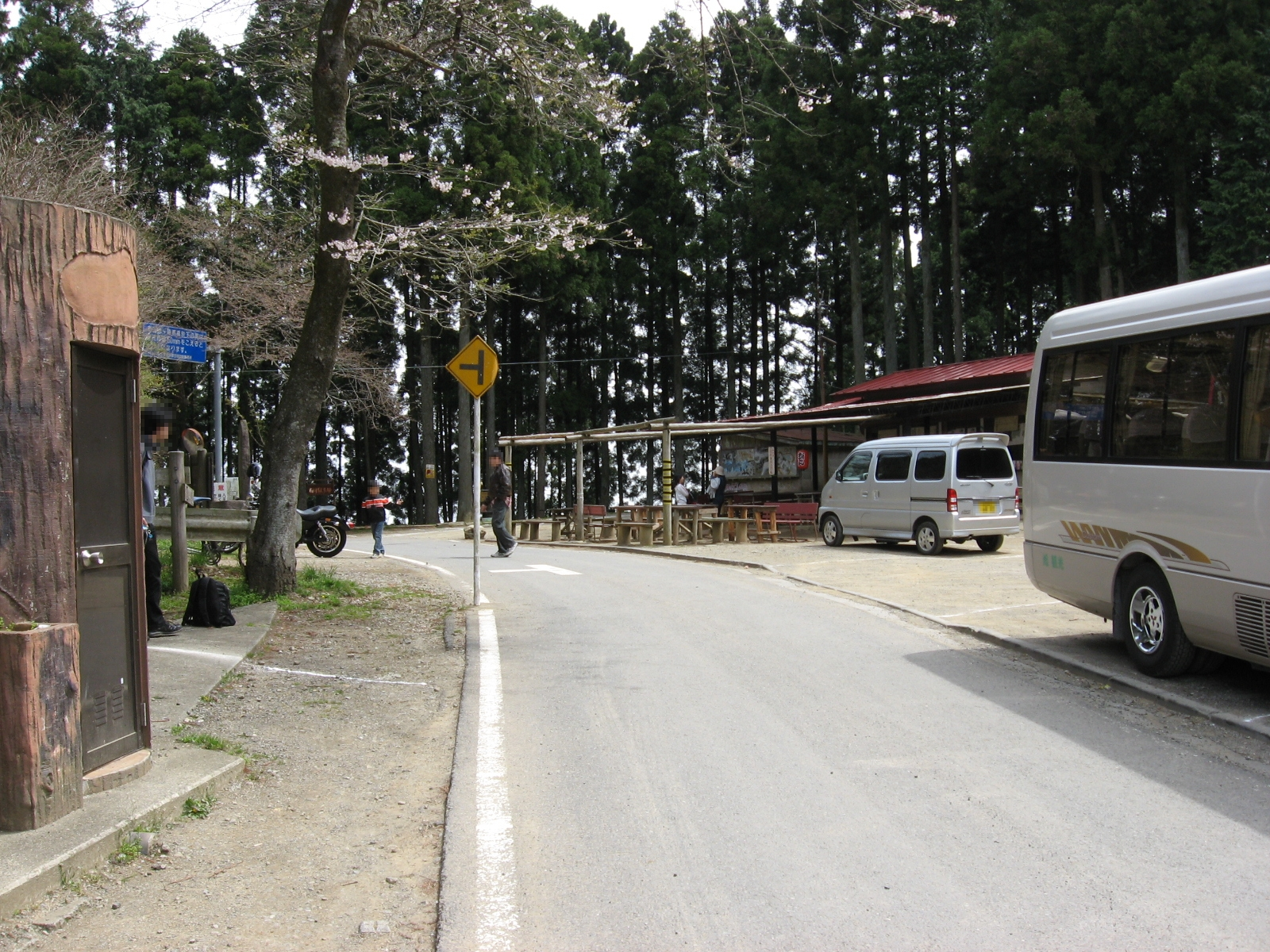
Passhöhe, Blickrichtung Hachiōji

Der Wada-Pass (jap. 和田峠, Wada-tōge) ist ein Gebirgspass in der japanischen Region Kantō. Über die Passhöhe (690 m Meereshöhe) verläuft die Grenze zwischen den Präfekturen Tokio und Kanagawa sowie die Wasserscheide zwischen den Flusssystemen des Tama und des Sagami. Über den Pass führt die Präfekturstraße 521 (Jimba-kaidō), die das nordöstlich gelegene Hachiōji mit dem südwestlich gelegenen Fujino (heute Stadtteil von Sagamihara) verbindet. Die schmale Passstraße (maximale Steigung 18 %) ist durchgehend asphaltiert und grundsätzlich ganzjährig befahrbar, wird aber bei Starkregen gesperrt. Von der Passhöhe führen Wanderwege zum südlich gelegenen Berg Jimba und von dort weiter zum östlich gelegenen Takao sowie zum Shōtō in nordöstlicher Richtung.
Der Wada-Pass ist ein beliebtes Ausflugsziel für Wanderer, Rad- und Motorradfahrer aus dem Ballungsraum Tokio-Yokohama.